# Perissandria adornata
Perissandria adornata là một loài bướm đêm trong họ Noctuidae.